# 山下村遗址
山下村遗址，是位于中国福建省宁德市蕉城区霍童镇石桥村山下自然村的一个新石器时代古遗址，宁德县人民政府于1980年11月将其公布为首批县级文物保护单位。
山下村遗址于1958年文物普查时发现，1987年复查，总面积150平方米，发掘出了席纹、黑彩绘条纹的罐、钵等陶片。